# شورش ۲
شورش ۲ (به هندی: Gadar 2) فیلم هندی درام اکشن تاریخی، محصول سال ۲۰۲۳ است که کارگردانی و تهیه کنندگی آن بر عهده آنیل شرما بوده‌است. این فیلم دنباله فیلم شورش: داستان عشق (۲۰۰۱) است. بازیگران اصلی این فیلم سانی دئول، آمیشا پاتل و اوتکارش شرما هستند که همانند قسمت اول فیلم، در این فیلم هم ایفای نقش می‌کنند.
فیلم شورش ۲ در روز ۱۱ اوت ۲۰۲۳ اکران شد.

## بازیگران
- سانی دئول در نقش تارا سینگ
- آمیشا پاتل در نقش سکینه
- اوتکارش شرما در نقش جیته
- سیمرات کاور در نقش موسکان

## خلاصه داستان
در سال ۱۹۵۴، حمید اقبال -ژنرال و فرمانده ارتش پاکستان- به دنبال انتقام از تارا سینگ، برای از بین بردن ۴۰ سرباز در حین ماجرای فرار تارا و خانواده اش از پاکستان است. اقبال پدر سکینه -اشرف علی- را به دلیل کمک به تارا در ماجرای فرار به هندوستان اعدام می‌کند.
در سال ۱۹۷۱، تارا که اکنون یکی از بزرگ‌ترین تأمین کنندگان تدارکات ارتش هند است، به همراه سکینه و پسرش جیته در هند زندگی می‌کند. جیته به زودی برای تحصیلات دانشگاهی راهی چندی‌گر می‌شود. یک روز، تارا تماسی از سرهنگ دوم دیواندرا راوات برای تهیه سلاح برای سربازان هندی که درگیر جنگ سوم هند و پاکستان هستند، دریافت می‌کند. بعد از رسیدن به آنجا، تارا توسط اقبال شناسایی می‌شود، اقبال دستور انفجار مرز را به سربازان خود می‌دهد که منجر به اسیر شدن تعدادی از سربازان هندی و مفقود شدن تارا سینگ می‌شود. جیته از چندی‌گر بر می‌گردد و برای دریافت اطلاعات دربارهٔ ناپدید شدن پدرش، هندوستان را به مقصد پاکستان ترک می‌کند.
بعد از رسیدن به پاکستان، جیته دوست صمیمی پدرش، گل خان را ملاقات می‌کند و به کمک او کاری در هتل قربان خان پیدا می‌کند، جیته در این کار باید مواد غذایی را به زندانی که زندانیان هندی در آن نگهداری می‌شوند برساند. جیته قربان خان را ملاقات می‌کند و به دختر قربان خان، موسکان نزدیک می‌شود، او وقتی که می‌فهمد جیته برای نجات پدرش به این کشور آمده‌است، از او حمایت می‌کند. جیته به زندان نفوذ می‌کند اما گرفتار می‌شود و می‌فهمد که تارا هرگز اسیر نشده‌است. از طرف دیگر تارا به پنجاب و پیش سکینه برمی گردد و به او می‌گوید که در کما بوده‌است. وقتی تارا می‌فهمد جیته برای نجات او به پاکستان رفته، تصمیم می‌گیرد تا به پاکستان برود و جیته را بازگرداند.
تارا به پاکستان می‌رسد و سراغ دوستش گل خان می‌رود و می‌فهمد جیته زندانی شده‌است. اقبال جیته را کتک می‌زند و او را به نادرست به تجاوز به موسکان متهم می‌کند، موسکان هم برای محافظت از پدرش مجبور به دروغ گفتن می‌شود. با این حال، تارا سر می‌رسد و پسرش را نجات می‌دهد و بعد از شکست اقبال و ارتش او، با جیته فرار می‌کند. یحیی خان، رئیس‌جمهور پاکستان و فرمانده کل ارتش پاکستان، به اقبال دستور می‌دهد تا در ظرف ۷۲ ساعت تارا را دستگیر کند. تارا و همراهان او با سکینه تماس می‌گیرند، اما افراد اقبال آن‌ها را پیدا می‌کنند و آنها از هم جدا می‌شوند. در پی تعقیب و گریز، آنها بالاخره دوباره به هم می‌رسند. در این بین، موسکان و قربان خان با خانواده اش سراغ تارا سینگ می‌آیند و از آن‌ها کمک می‌خواهند تا آنجا را به مقصد ایالت بلوچستان ترک کنند.
قربان خان از تارا درخواست می‌کند تا موسکان را به عنوان همسر جیته قبول کند، درخواستی که بلافاصله توسط تارا و جیته پذیرفته می‌شود. ناگهان، اقبال که در مسیر خروجی آنها کمین کرده بود، برادر موسکان، فرید را می‌کشد. روز بعد، تارا تنهایی با اقبال و ارتش او مبارزه می‌کند و به وسیله تانک با همهٔ همراهان خود فرار می‌کند. آنها به مرز هندوستان می‌رسند، جایی که اقبال تلاش می‌کند تا تارا را بکشد، اما تحت محاصرهٔ ارتش هند قرار می‌گیرد و خلع سلاح می‌شود. سرهنگ راوات ثبت نام جیته برای حضور در ارتش را تأیید می‌کند، در حالی که تارا، جیته و موسکان دوباره پیش سکینه بازمی‌گردند.

## گیشه فروش
در روز افتتاحیه، فیلم شورش ۲ مقدار فروش خالصی بالغ بر ۴۰٫۱۰ کرور (۵ میلیون دلار آمریکا) در هند - ۵۳٫۷۱ کرور (۶٫۷ میلیون دلار آمریکا) در سراسر جهان داشت.
فیلم شورش ۲ با فروش ۶۹۱٫۰۸ کرور (معادل ۸۷ میلیون دلار) در سرتاسر جهان، با بودجهٔ ساخت ۶۰ کرور (معادل با ۷٫۵ میلیون دلار) تبدیل به یک موفقیت تجاری بزرگ شد. این فیلم چهارمین فیلم پرفروش هندی در سال ۲۰۲۳ و هشتمین فیلم پرفروش در تاریخ سینمای هند شد.